# St. Agnes (Merten)

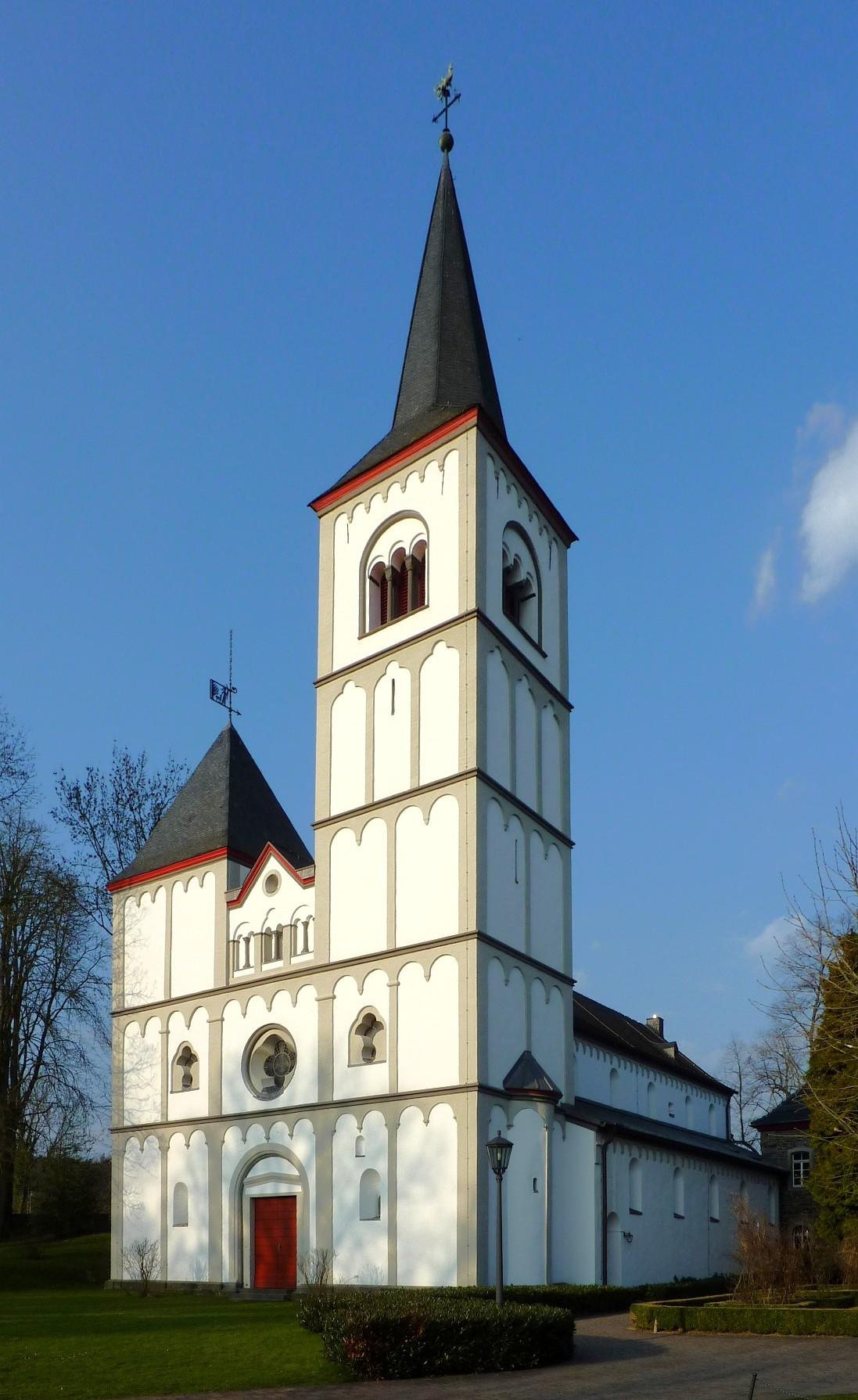
Die Kirche St. Agnes mit ihren zwei ungleichen Türmen

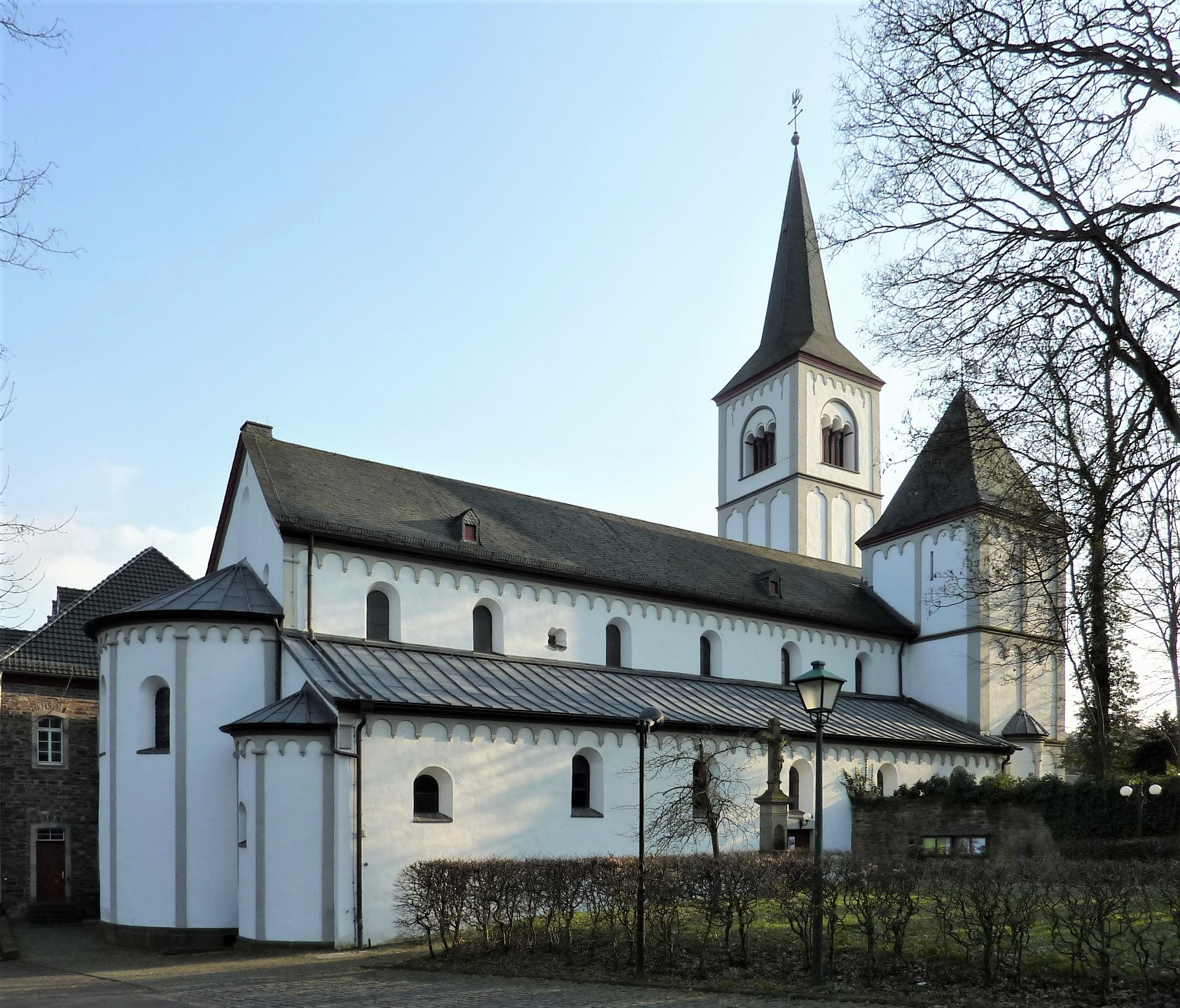
Die Kirche vom Friedhof aus gesehen

Die römisch-katholische Kirche St. Agnes in Merten, einem Ortsteil von Eitorf im Rhein-Sieg-Kreis, wurde vermutlich um 1170 erbaut. Sie war ursprünglich die Kirche des Klosters Merten und wurde nach der Säkularisation 1803 Pfarrkirche.

## Geschichte
Im Dreißigjährigen Krieg musste der Konvent 1625 zwei Jahre nach Birlinghoven umsiedeln, da die Schweden das Kloster heimsuchten.
1699 brannten Kloster und Kirche aus. Die Kirche wurde 1704 wieder in Stand gesetzt und erhielt eine barocke Ausstattung.
1799 wurde das Kloster dreimal von französischen Revolutionstruppen besetzt und alles Tragbare geplündert.

## Baubeschreibung
Die Kirche ist ein dreischiffiger flachgedeckter Bau mit drei Ostapsiden. Die Pfeilerbasilika mit der doppeltürmigen Westfassade ist ein beeindruckendes romanisches Bauwerk für das Rheinland. Der Südturm wurde fünfgeschossig ausgeführt, der Nordturm nur dreigeschossig.
Die Länge der Kirche beträgt 34,8 m, sie ist 16,7 m breit. Das Mauerwerk besteht aus Grauwacke, weiterhin wurden Tuff, Trachyt und Andesit für die Gestaltung verwendet.

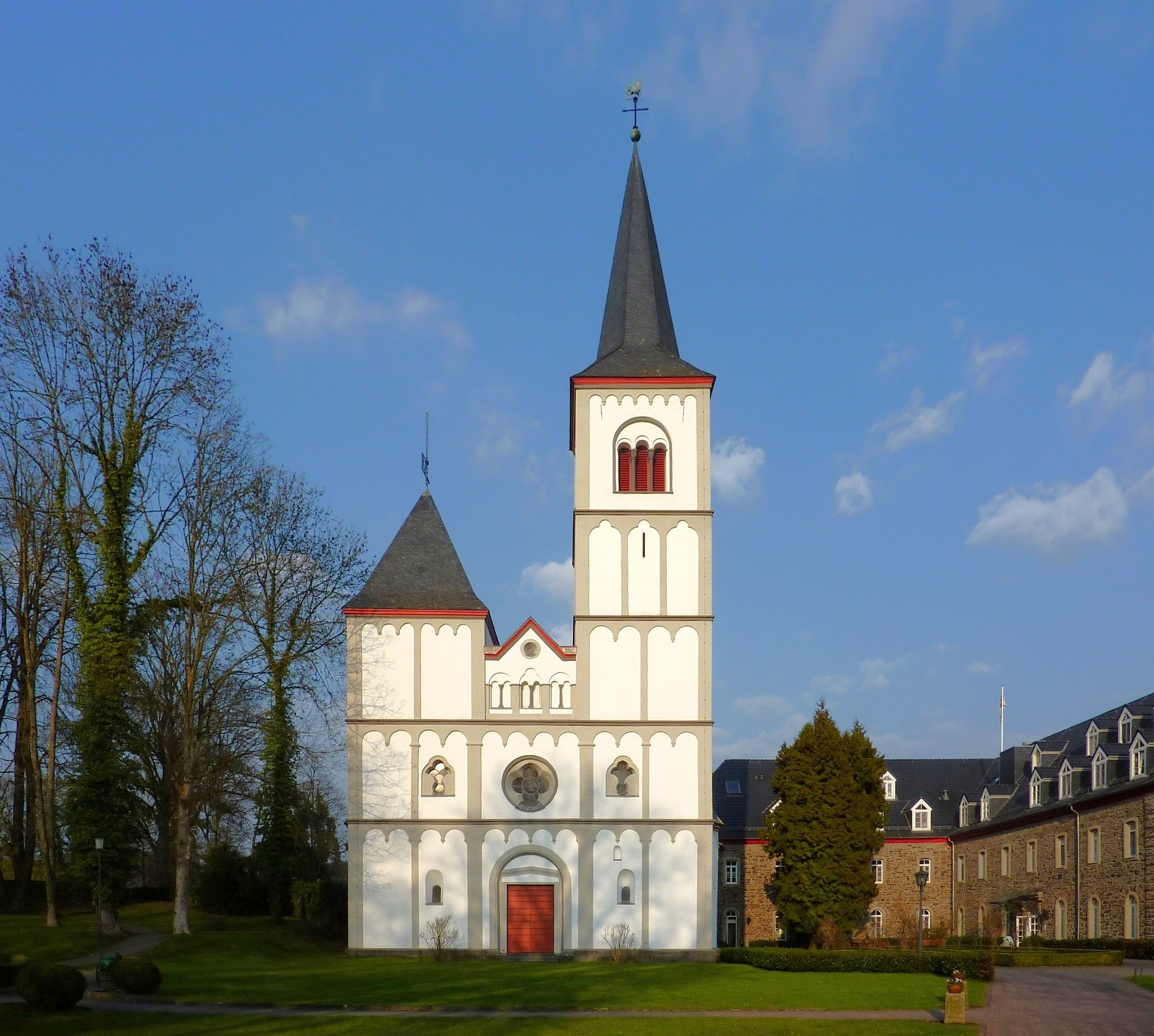
Türme von St. Agnes mit Eingang
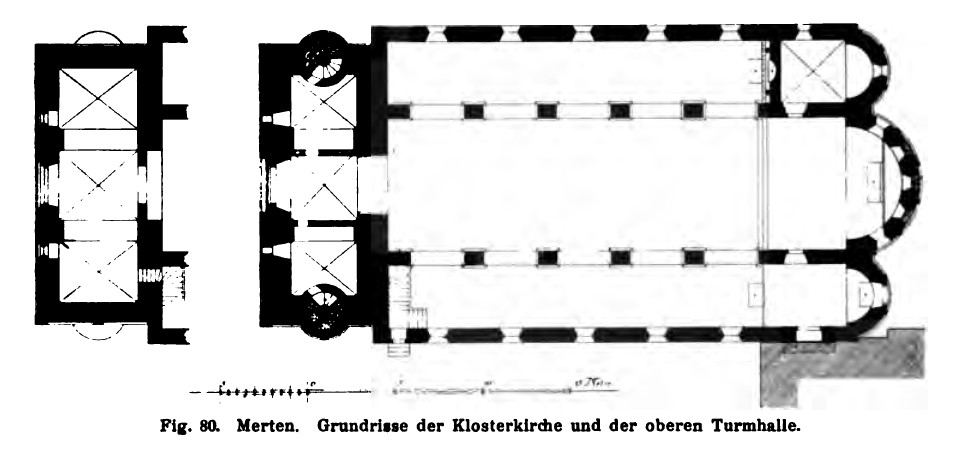
Grundriss

## Ausstattung

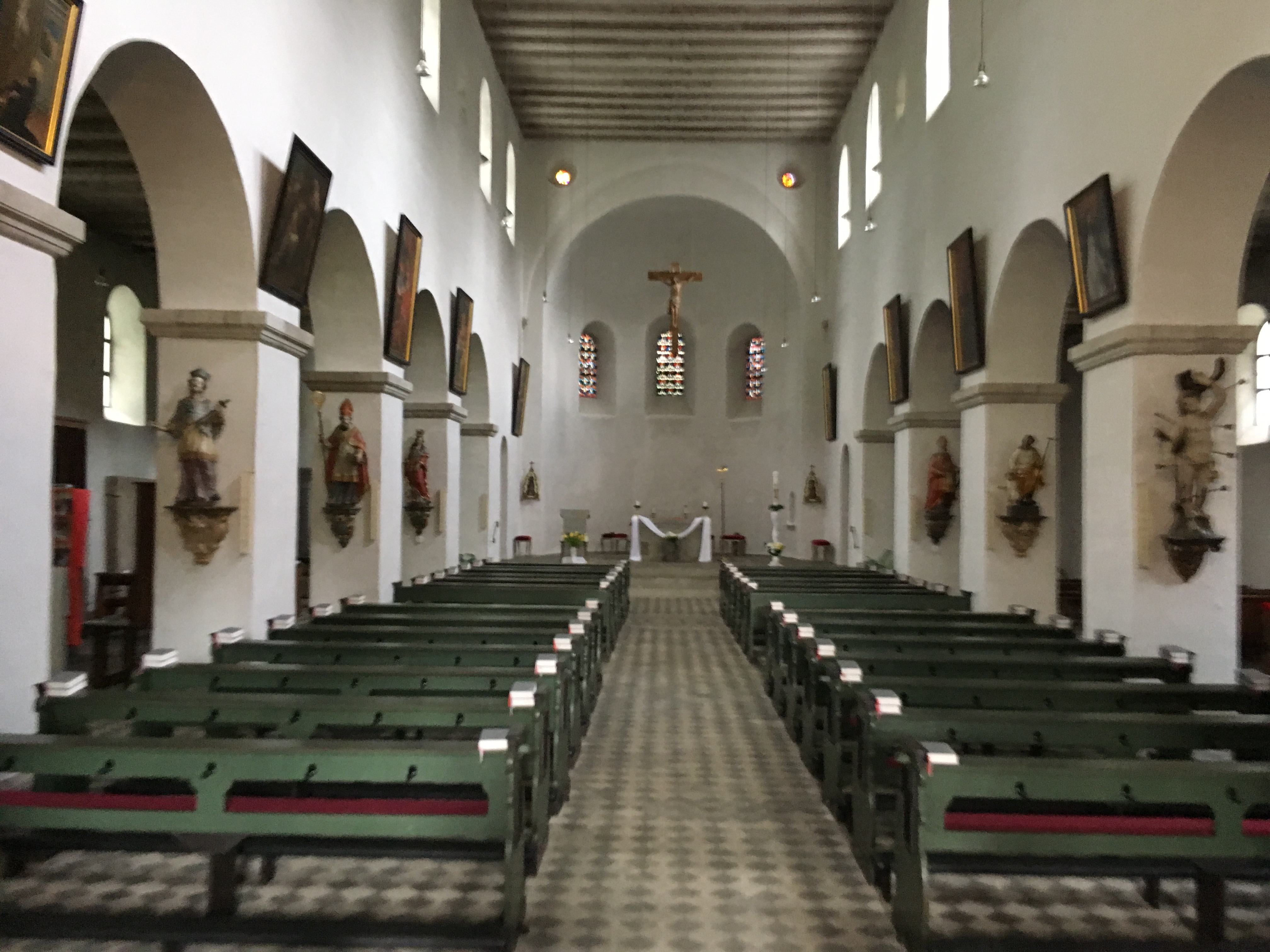
Innenansicht von St Agnes

### Barocke Altäre
Die drei barocken Altäre wurden beim Rückbau zur romanischen Ausstattung weggegeben. Der Hochaltar, eine Stiftung der Priorin Catharina Ursula von Quadt, zeigte eine Darstellung der Dreifaltigkeit mit der Stifterin und dem heiligen Augustinus, von gewundenen Säulen begrenzt. Den oberen Abschluss bildet ein quadratischer Aufsatz mit dem Rundbild des spielenden Jesuskindes. Der Aufbau wurde 1955 nach Erftstadt-Gymnich gegeben, nur die gemauerte romanische Mensa verblieb.
Der Josefaltar des Südschiffes, ebenfalls mit gedrehten Säulen, zeigte Josef mit dem Jesuskind. Hiervon ist noch eine Figurengruppe erhalten geblieben.
Der Marienaltar im Nordschiff stammte von 1740 und hatte glatte Säulen neben einem kleinen Gemälde. 1953 wurde der Aufsatz nach Overath-Marialinden gegeben und dort zum Gnadenaltar.

### Statuen
Die Muttergottesstatue im nördlichen Kirchenschiff schwebt auf Wolken und der Mondsichel, ein Fuß zertritt eine Schlange. In den Armen hält sie das Jesuskind mit der Weltkugel, in der anderen ein Zepter.
Vom Josefaltar ist die Figur Josefs mit dem ängstlichen Jesuskind erhalten.
Zwischen den Schiffen stehen Statuen der heiligen Agnes und des heiligen Augustinus als Bischof. An den Langhauspfeilern stehen außerdem der heilige Nikolaus, der heilige Nepomuk und Sebastian.

### Glocken
Im Turm von St. Agnes läuten zwei Glocken
| Nr. | Gießer                     | Gussjahr | Durchmesser (mm) | Masse (kg) | Schlagton (HT-1/16) |
| 1   | Christian Claren, Sieglar  | 1870     | 770              | 270        | c2 –8               |
| 2   | Petit & Edelbrock, Gescher | 1927     | 640              | 165        | es2 +0              |

### Orgel
Auf der Empore befindet sich das im Jahre 1955 durch Paul Sattel, Speyer, errichtete Instrument mit 15 Registern, freistehendem Spieltisch, Kegelladen und elektrischen Trakturen. 
| I Hauptwerk C–g3 |            |        |
| 1.               | Hohlflöte  | 8′     |
| 2.               | Spitzgamba | 8′     |
| 3.               | Principal  | 4′     |
| 4.               | Nachthorn  | 2′     |
| 5.               | Terz       | 1 3⁄5′ |
| 6.               | Mixtur III | 1 ⁄3′  |

| II Positiv C–g3 |              |      |
| 7.              | Gedackt      | 8′   |
| 8.              | Rohrquintade | 8′   |
| 9.              | Koppelflöte  | 4′   |
| 10.             | Principal    | 2′   |
| 11.             | Cimbel II    | 1⁄4′ |
| 12.             | Musette      | 8′   |

| Pedal C–f1 |               |     |
| 13.        | Subbass       | 16′ |
| 14.        | Gedecktbass   | 8′  |
| 15.        | Principalbass | 4′  |

- Koppeln: II/I, I/P, II/P